# Марко Мірнеґґ
Марко Мірнеґґ (нім. Marco Mirnegg; нар. 24 червня 1982) — колишній австрійський тенісист.
Найвищу одиночну позицію світового рейтингу — 204 місце досяг 26 вересня 2005, парну — 498 місце — 4 жовтня 2004 року.

## Титули на челленджерах

### Одиночний розряд: (3)
| Ранг | Рік  | Турнір                          | Покриття | Суперник         | Рахунок        |
| ---- | ---- | ------------------------------- | -------- | ---------------- | -------------- |
| 1.   | 2005 | Севілья, Іспанія                | Ґрунт    | Маркуш Даніел    | 6–3, 3–0 (RET) |
| 2.   | 2006 | Баня-Лука, Боснія і Герцеговина | Ґрунт    | Ніколя Девільдер | 6–2, 6–4       |
| 3.   | 2007 | Любляна, Словенія               | Ґрунт    | Матьє Монкур     | 7–6(5), 7–5    |